# Salvatore Adamo
Salvatore Adamo, também conhecido simplesmente como Adamo (Comiso, 1 de novembro de 1943) é um cantor francófono ítalo-belga. Seus grandes sucessos são: Tombe la neige, La nuit, j'aime, Elle, Inch'Allah, F... comme femme, C'est ma vie .... Salvatore Adamo gravou cerca de 850 canções em 8 idiomas diferentes: francês, alemão, italiano, espanhol, inglês, japonês, português e holandês.

## Biografia
Salvatore Adamo nasceu em 1 de novembro de 1943 em Comiso, na Sicília (Itália), mas cresce na Bélgica, onde seu pai se mudou em 1947 para trabalhar nas minas. Foi descoberto, em 1960, ao vencer um concurso organizado pela Rádio Luxemburgo. Adamo começou uma longa carreira que marcam a canção francesa dos anos sessenta e setenta. alguns seus primeiros sucessos foram "The Night", "What You Lord", "eu esqueci que as rosas são rosas:" É Minha Vida ". Salvatore Adamo canta FracesFrancia, mas não hesita em gravar alguns dos seus títulos alemães, espanhóis, Italiano, português, etc. Obtém fama mundial e os seus álbuns conseguem vender mais de cem milhões de cópias tornando-se o mais vendido artista de gravação da Bélgica, em parte, por esta razão que o rei dos belgas, Albert II, premiado com o título de "Chavalier" em 2001. Durante a década dos anos oitenta tem menos atividade devido a problemas cardíacos. inpide Isso não vai continuar a gravar um álbum a cada três anos
Adamo nasceu no seio de uma família pobre com sete filhos. Estudou numa escola religiosa de educação rígida. O sonho dos seus pais era oferecer-lhe um futuro glorioso.
Aluno consciencioso e solitário, Adamo revelou um grande dom para o canto. Adolescente, participou num concurso radiofónico em que ganhou o 1º prémio. Ao mesmo tempo gravou o 1º disco, sem sucesso. Desanimado pensou retomar os estudos. Seguindo o conselho do pai, António, um mineiro, Adamo tomou o caminho da capital para tentar a sua sorte. Assessorado pelo pai bateu sem cessar às portas das editoras e assinou por fim um contrato.

## Carreira
Em 1963, lançou "Sans toi, ma mie", seu primeiro sucesso, seguido de "Tombe la neige", "Vous permettez, Monsieur", "Les filles du bord de mer", "Mes mains sur tes hanches", "La nuit", "Inch'Allah" e "C'est ma vie".

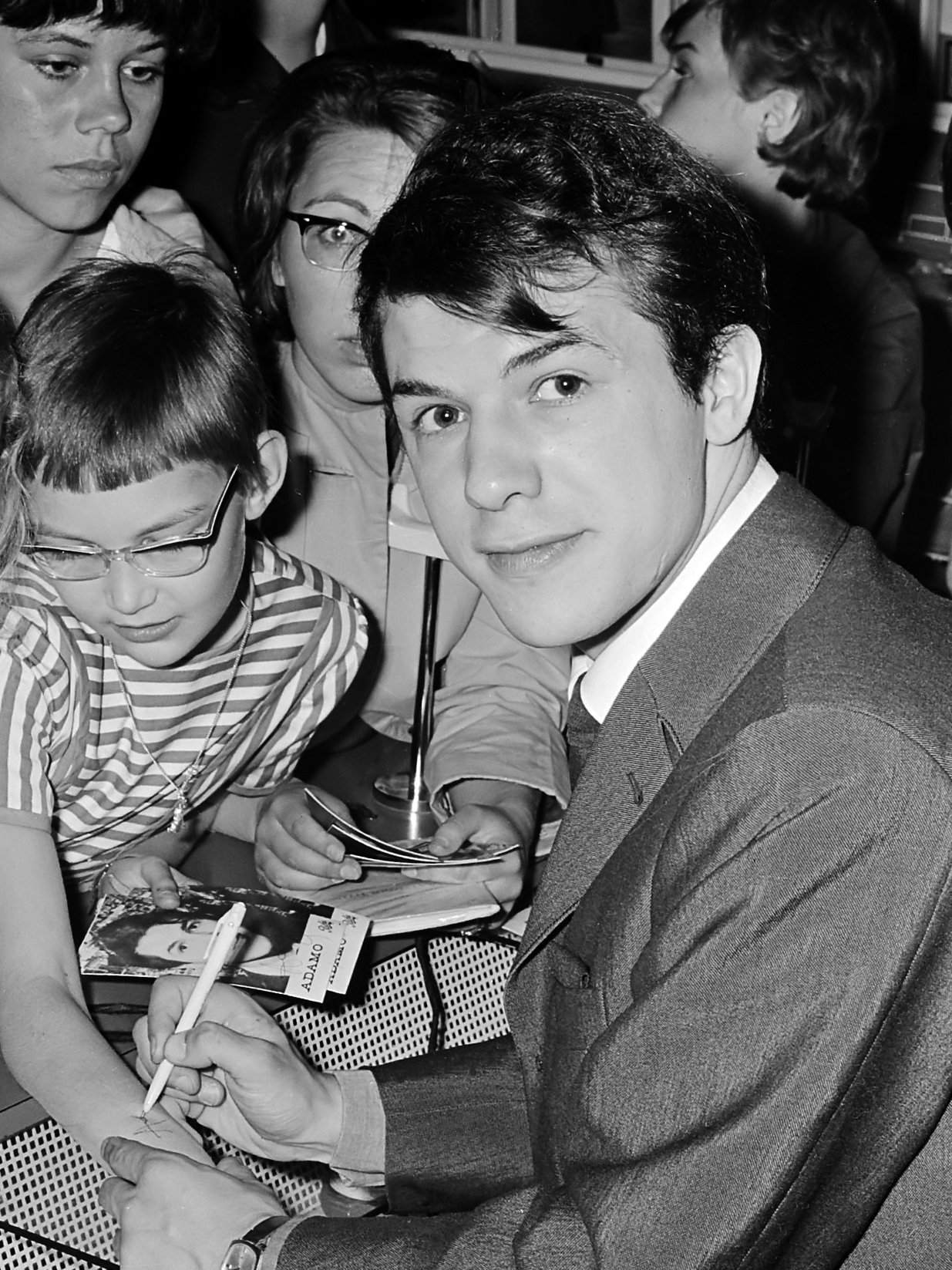
Adamo em 1964, Holanda

Cantor popular por Excelência, Adamo seduziu o público em França e no estrangeiro. Ele é idolatrado no Japão e os seus concertos tinham milhares de espectadores em todos os países do mundo.
Artista emérito e trabalhador esforçado, Adamo não poupou esforços, e passou o essencial do seu tempo nas estradas, entre dois concertos. Restabelecido de um grave enfarte que teve em 1984, Adamo publicou, em 1992, Rêveur de fonds, um novo álbum que foi objecto de críticas elogiosas. Confortado por esta popularidade reencontrada, lançou em 1994 C’est ma vie, um disco ao vivo, recordação de uma série de concertos no Cassino de Paris e título do seu disco de 1975.
Em 1995, editou La vie comme elle passe, um álbum introspectivo, muito intimista, seguido, em 1998, de Regards.
Artista apaixonado, Adamo seguiu a carreira sem se preocupar com modas e tendências. Ele provou que apesar disso a sua popularidade se mantém intocável. Ao fim de quarenta anos de carreira ele publicou Les mots de l’âme em 2002, um CD com os seus grandes sucessos. Em 2004 foi a vez do CD e DVD Zanzibar, em 2007 publica o CD La part de l'ange em 2008, o CD Le bal des gens bien (duetos), em 2010, o CD De Toi à Moi.
"F... comme femme" foi seu maior sucesso no Brasil entre 1969 e 1970, sendo tema da telenovela Beto Rockfeller.

## Honras e prêmios
Em 2001, Adamo foi elevado a "Cavaleiro" do império belga pelo rei Albert II com o lema (Humblement mais dignement). Em 2002 ele foi nomeado um oficial da Ordem da Coroa belga. Em 2014, Adamo foi homenageado na Victoires de la Musique na França e em 2015 Comandante de Mérite wallon.

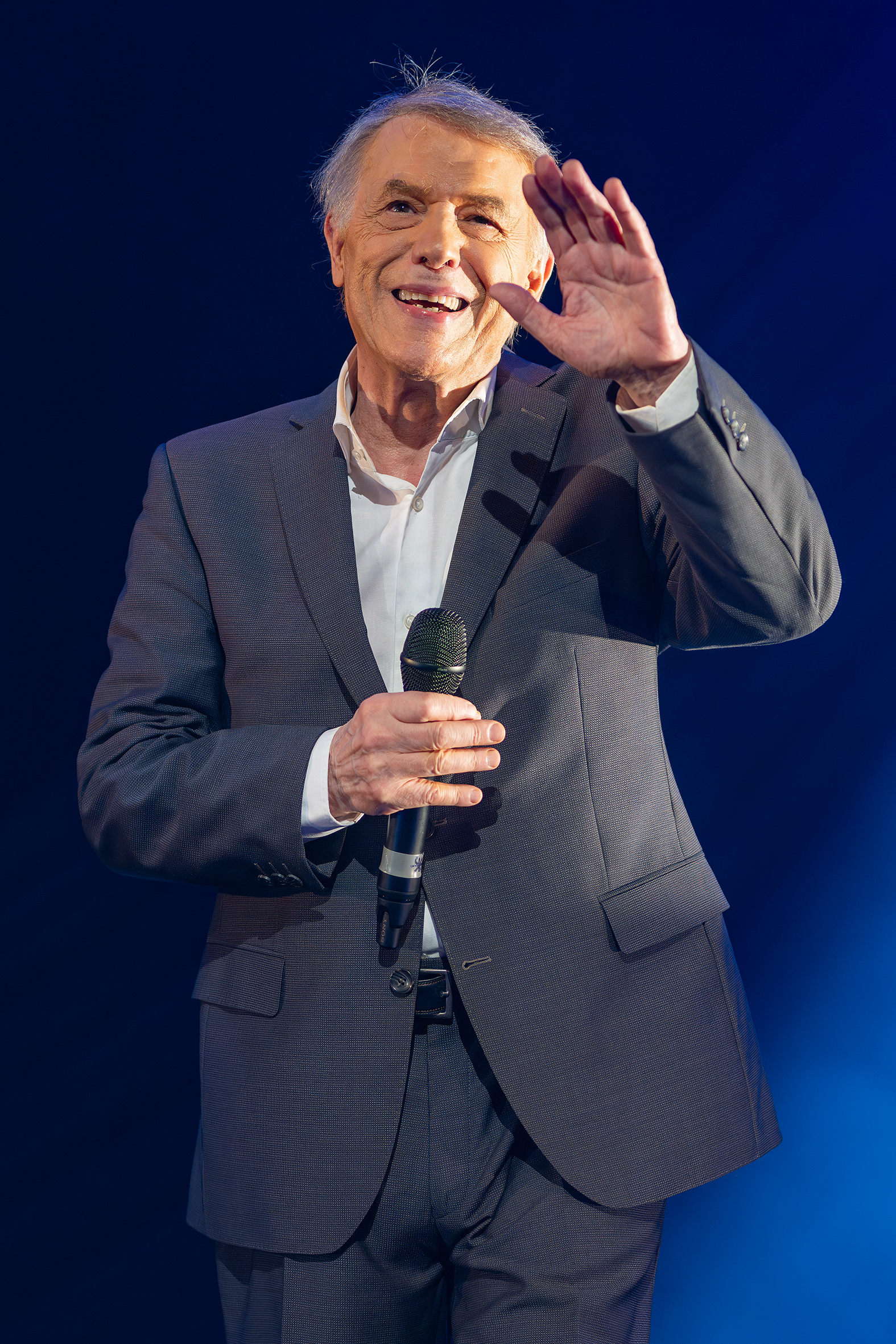
Concerto de Adamo em Bruxelas, 2024

### Títulos honorários
- Comandante da Ordem das Artes e das Letras : 1987[3]
- Cavaleiro da Ordem da Coroa : 1991
- Oficiala da Ordem da Coroa : 2002[4]
- Oficiala da Ordem Nacional da Legião de Honra : 2005
- Comandante da Ordem da Estrela Italiana (fr) : 2015
- Comandante da Orden del Mérito valão (fr) : 2015[5]
- Ordem do Sol Nascente : 2016

### Prêmios
- Edison awrd: 1964 (álbum Vous Permettez Monsieur?)
- Prêmio Miden Francesas: 1965, 1966, 1967
- Prêmio de carreira Zamu: 2002
- Grand Prix international de poésie francophone by Société des poètes et artistes de France: 2010
- Victoires de la musique (fr) Lifetime achievement award: 2014
- Octaves de la Musique (fr) Lifetime achievement award: 2014[6]
- Grand Prix SACEM: 2017
- D6bels Music Awards (fr) Prémio honorário: 2018
- Premio Tenco (it): 2018
- Premio Vagonate di vinile de la Associazione Vinile Italiana: 2018
- SABAM Lifetime achievement award: 2023[7]

### Honrarias
- Cidadão honorário de Jemappes : 1966
- Medalha de prata da cidade de Jemappes: 1973[8]
- Embajador de UNICEF: 1993
- Creado Caballero Adamo por Real Decreto, con idea Humilde pero con dignidad: 2001
- Cidadão honorário de Montreal : 2002
- Cidadão honorário de Mons : 2002
- Cidadão honorário de Comiso : 2002[9]
- Zinneke de bronze: 2003[10]
- Cidadão honorário de París : 2005
- Cidadão honorário de Uccle : 2010[11]
- Hall of Fame de Radio 2: 2014[12]
- Doctorado honoris causa Universidade de Mons: 2014[13]
- 27 álbuns de ouro, alguns dos quais com mais de 1 milhão de cópias
- Vendeu mais de 130 milhões de discos em todo o mundo

## Discografia

### Álbuns de estúdio
- 1963 : Chansons non commerciales (Bélgica)
- 1964 : Tombe la neige
- 1964 : Vous permettez, Monsieur ? (Canadá)
- 1964 : Mes 21 ans (Canada)
- 1965 : Adamo Volume 2 (França)
- 1967 : Notre roman (Canadá)
- 1967 : Ton nom (Canadá)
- 1968 : J'ai tant de rêves dans mes bagages
- 1968 : Chansons pour l'été (Canadá)
- 1969 : Petit Bonheur
- 1971 : Chansons de mes seize ans (rééd. Emidisc)
- 1972 : Quand tu reviendras
- 1973 : A ceux qui rêvent encore
- 1975 : Mademoiselle attendez (Canadá)
- 1975 : Jusqu'à l'amour
- 1976 : Voyage jusqu'à toi
- 1977 : Et on chantait
- 1979 : Pauvre Liberté
- 1981 : Printemps sous la neige (Japão)
- 1982 : Puzzle
- 1986 : Autre chose (Bélgica)
- 1987 : Avec des si
- 1989 : Sur la route des étoiles
- 1992 : Rêveur de fond
- 1995 : La Vie comme elle passe
- 1998 : Regards
- 2001 : Par les temps qui courent
- 2003 : Zanzibar
- 2007 : La Part de l'ange
- 2008 : Le Bal des gens bien
- 2010 : De toi à moi
- 2012 : La Grande Roue
- 2014 : Adamo chante Bécaud
- 2016 : L'amour n'a jamais tort
- 2018 : Si vous saviez...

### Álbuns em línguas não francesas
- 1967 : Canta em português (português)
- 1972 : Bonjour amis japonais ! (japonês)
- 1981 : Aquellas manos en tu cintura (espanhol)
- 1986 : Buscador de oro (espanhol)
- 1988 : I successi (italiano)
- 1988 : Seine Grossen Erfolge (alemão)
- 1990 : Las mejores canciones (espanhol)
- 1990 : Canto all'amore (italiano)
- 1998 : Simplemente lo mejor (espanhol)
- 1998 : I successi di Adamo - Volume 1 (italiano)
- 1998 : I successi di Adamo - Volume 2 (italiano)
- 1999 : Canta l'Italia (italiano)
- 1999 : Single Hits (alemão, (italiano)
- 2003 : So Bin Ich, Das Beste (alemão)
- 2003 : Lo mejor de...48 - Grandes éxitos (espanhol)
- 2004 : En Chile - Live (espanhol)
- 2004 : 24 Grandes éxitos en castellano (espanhol)
- 2005 : Mis manos en tu cintura (espanhol)
- 2005 : Studio Collection (italiano)
- 2006 : Voces del amor (espanhol)
- 2011 : All the Best (alemão)
- 2011 : 30 Grandes de (francês, italiano, espanhol)

### Álbuns ao vivo
- 1965 : Adamo à l'Olympia
- 1967 : Olympia 67
- 1968 : À la place des Arts de Montréal (Canada)
- 1969 : Olympia 69
- 1969 : Adamo in Japan
- 1970 : Adamo in Deutschland : Live-Konzert aus der Philharmonie in Berlin (double Album)
- 1971 : Olympia 71
- 1972 : Live in Japan 72
- 1974 : Live in Japan 74
- 1977 : Olympia 77(CBS)
- 1981 : Live au Théâtre des Champs-Élysées 80
- 1982 : Japan Concert 81  avec le Choral Echo et le String Orchestra
- 1984 : Japan Best Selection
- 1992 : Live in Japan
- 1992 : À l'Olympia (Collection Or, Sony International) : Olympia 77
- 1994 : C'est ma vie : Le Meilleur d'Adamo en public
- 1994 : Symphonic' Adamo
- 1994 : C'est ma vie - Enregistrement public
- 1998 : Best Of - Le Meilleur en public
- 2002 : À l'Olympia
- 2004 : Un soir au Zanzibar
- 2004 : En Vivo, Estadio Chile

### Singles
- 1963: "Tombe la neige"
- 1963: "Sans toi mamie"
- 1963: "Amour perdu"
- 1963: "N'est-ce pas merveileux?"
- 1964: "Vous permettez, monsieur?"
- 1964: "La Nuit"
- 1964: "Quand les roses"
- 1964: "Si jamais"
- 1965: "Dolce Paola"
- 1965: "Les Filles du bord de mer"
- 1965: "Elle..."
- 1965: "Mes mains sur tes hanches"
- 1965: "Viens ma brune"
- 1965: "J'aime"
- 1965: "Comme toujours"
- 1966: "Ton Nom"
- 1966: "Une meche de cheveux"
- 1966: "Tenez-vous bien"
- 1967: "Une larme aux nuages"
- 1967: "Inch'Allah"
- 1967: "Ensemble"
- 1967: "L'amour te ressemble"
- 1967: "Notre roman"
- 1967: "Le néon"
- 1968: "F... comme femme"
- 1968: "Le ruisseau de mon enfance"
- 1968: "Et sur la mer..."
- 1968: "Pauvre Verlaine"
- 1968: "L'Amour te ressemble"
- 1968: "Une larme aux nuages"
- 1968: "La valse d'été"
- 1968: "J'ai tant de rêves dans mes bagages"
- 1969: "A demain sur la lune"
- 1969: "Petit bonheur"
- 1969: "Les gratte-ciel"
- 1970: "Va mon bateau"
- 1970: "Les belles dames"
- 1970: "Si le ciel est amoureux de toi"
- 1970: "Les belles dames" / Die schönen Damen
- 1970: "Alors.. reviens mois"
- 1971: "J'avais oublié que les roses sont roses"
- 1971: "Caresse"
- 1971: "Et t'oublier"
- 1971: "A demain sur la lune"
- 1971: "J'avais oublié que les roses sont roses"
- 1971: "Sois heureuse rose"
- 1972: "Femme aux yeux d'amour"
- 1972: "Quand tu reviendras"
- 1972: "Mon amour, sors de chez toi"
- 1973: "Gwendolina"
- 1973: "Rosalie, c'est la vie"
- 1973: "Marie la Mer"
- 1975: "C'est ma vie"
- 1975: "Prête-moi une chanson"
- 1976: "Voyage jusqu'à toi"
- 1976: "J'ai trouvé un été"
- 1980: "Et on chantait"
- 1980: "C'est pas legal"
- 2013: "Des belles personnes"

### Singles em outras línguas
Alemão
- 1964: "Gestatten Sie, Monsieur?" (Vous permettez, Monsieur?)
- 1965: "Eine Locke von deinem Haar" (Une mèche de cheveux)
- 1966: "Das Wunder der Liebe" (Notre Roman)
- 1968: "Es geht eine Träne auf Reisen" (Une larme aux nuages)
- 1968: "Der Walzer des Sommers" (La valse d'été)
- 1969: "Du bist so wie die Liebe" (L'Amour te resemble)
- 1970: "Ein kleines Glück" (Petit bonheur)
- 1970: "Komm in mein Boot" (Va mon bateau)
- 1971: "Bis morgen – auf dem Mond mit dir (A demain sur la lune)
- 1971: "Gute Reise, schöne Rose" (Sois heureuse rose)
- 1971: "Ich muss wieder lernen, die Rosen zu sehen"
- 1972: "Liebe Tag für Tag"
- 1972: "Mädchen, wildes Mädchen" (Femme aux yeux d'amour)
- 1972: "Die alte Dame, der Sänger und die Spatzen" (La vieille, l'idole et les oiseaux)
- 1975: "Leih' mir eine Melodie" (Prête-moi une chanson)
- 1976: "Die Reise zu dir" (Voyage jusqu'à toi)
- 1976: "Der Sommer, den ich fand" (J'ai trouvé un été)
- 1977: "Der Hund"
- 1978: "Klopfe beim Glück an die Tür" (Frappe à la porte du bonheur)
- 1979: "Zweimal Glück und zurück"
- 1980: "...und dann ein Lied" (Et on chantait)
- 1980: "Unsere Hochzeit"
- 1981: "Du bist wieder da"
- 1985: "Kapitän, wohin fährt unser Boot"
- 1986: "Verborgenes Gold"
- 1988: "Es gibt noch Engel"
- 1988: "Que sera"
- 1994: "Nach allem, was war"

Italiano
- 1962: "Perché" / "Cara bambina"
- 1963: "Sei qui con me" / "Che funerale"
- 1963: "Perduto amore" / "Gridare il tuo nome"
- 1964: "Vous permettez Monsieur?" / "Non voglio nascondermi"
- 1964: "Cade la neve" / "Lascia dire"
- 1965: "Dolce Paola" / "Pazienza"
- 1965: "La notte" (La Nuit) / "Non sei tu"
- 1965: "Non mi tenere il broncio" /"Lei"
- 1966: "Amo" / "Al nostro amore"
- 1966: "Una ciocca di capelli" / "Se mai"
- 1966: "Al nostro amore"
- 1967: "Inch'Allah (se Dio vuole)" / "Insieme"
- 1967: "Domani sur la luna"
- 1968: "Affida una lacrima al vento" / "Fermare il tempo"
- 1968: "La tua storia è una favola" / "Un anno fa"
- 1968: "Tu somigli all'amore" / "Domani sulla luna"
- 1969: "Accanto a te l'estate" / "Piangi poeta"
- 1970: "Felicità" / "Noi"
- 1971: "Non aver paura" / "Il nostro amore"
- 1971: "Donna" / "Ma per te lo farei"
- 1972: "Bocca ciliegia pelle di pesca" / "Per un anno d'amore"
- 1973: "Donne dell'estate" / "Mi manchi tu"
- 1974: "E muore un amore" / "Ed ecco che vivo"
- 1975: "E la mia vita" / "La pace dei campi"
- 1976: "Un'estate per te" / "Ballo"
- 1981: "Cara Italia"
- 1987: "Mare" / "Lontano"

Espanhol
- 1964: "La noche" (La Nuit)
- 1965: "Permíteme Señor" / "Después"
- 1966: "Mis Manos en tu Cintura" / "Ella..."
- 1966: "L'amour e Ressemble" / "Nada Que Hacer"
- 1967: "Le Neón" / "Marcia Anche Tu"
- 1968: "Vals de Verano" / "Y Sobre el Mar"
- 1968: "Inch' Allah" / "Nuestra Novela"
- 1969: "El Arroyo de mi Infancia" / "Un Año Hará"
- 1974: "Marie La Mer" / "Sólo Una Mujer"
- 1975: "Los Campos en Paz" / "Es Mi Vida"

## Filmografia
- 1967 : Les Arnaud de Léo Joannon : André Arnaud
- 1969 : L'Ardoise  de Claude Bernard-Aubert : Philippe
- 1970 : L'Île au coquelicot (1970) de Salvatore Adamo et Eddy Matalon : Emmanuel
- 2003 : Laisse tes mains sur mes hanches (2003) de Chantal Lauby : lui-même
- 2006-2008 : Melting-pot café de Jean-Pierre Goossens : lui-même
- 2012 : Lili David de Christophe Barraud : lui-même
- 2017 : Les Chamois : lui-même